# Jakko Jan Leeuwangh
Jakko Jan Leeuwangh (Alkmaar, 9 september 1972) is een voormalig Nederlands schaatser. Zijn specialiteiten waren de 1000 en de 1500 meter. Leeuwangh was assistent-coach van Jac Orie van de toenmalige DSB-ploeg.

## Biografie
Leeuwangh was tussen 1994 en 2002 actief in de internationale schaatssport. Eind jaren 90 vormde Leeuwangh samen met Jan Bos en Erben Wennemars een zeer succesvol sprinttrio. Leeuwangh stond bekend als een drijvende kracht binnen schaatsteams en was kundig op het gebied van het ronden en buigen van schaatsen. Hij behaalde bij Wereldbekerwedstrijden redelijk wat podiumplaatsen. Zijn beste prestaties zijn 4 World Cup overwinningen op de 1000 meter en twee zeges op de 1500 meter. Bovendien wist Leeuwangh op de WK Afstanden in Heerenveen in 1999 tweemaal op het podium te komen, zowel op de 500 als de 1000 meter veroverde hij de bronzen medaille.
Tijdens een World Cup wedstrijd in 2000 in de Olympic Oval van Calgary haalde Leeuwangh verwoestend uit op de 1500 meter, terwijl hij zich aanvankelijk niet eens geplaatst had voor de wereldbekerwedstrijd. Het bijna twee jaar oude wereldrecord van Ådne Søndrål op de middenafstand (1.46,43) verbeterde Leeuwangh met bijna een volle seconde tot 1.45,56. Dit record hield hij ruim een jaar in handen tot Kyu-Hyuk Lee de tijd met bijna vier tienden verbeterde. In 2003 verruilde hij zijn schaatscarrière voor die van coach bij VPZ.
Hij werkt heden ten dage als locatiemanager bij ijsbaan De Westfries in Hoorn.

## Records

### Persoonlijk records
| Afstand      | Tijd    | Datum            | Baan    |
| ------------ | ------- | ---------------- | ------- |
| 500 meter    | 35,37   | 20 februari 1999 | Calgary |
| 1000 meter   | 1.09,31 | 30 januari 2000  | Calgary |
| 1500 meter   | 1.45,56 | 29 januari 2000  | Calgary |
| 3000 meter   | 3.49,61 | 14 augustus 1999 | Calgary |
| 5000 meter   | 6.46,17 | 15 augustus 1999 | Calgary |
| 10.000 meter | 15.13,2 | 12 november 1990 | Inzell  |

### Wereldrecords
| Nr. | Afstand    | Tijd    | Datum           | Baan    |
| --- | ---------- | ------- | --------------- | ------- |
| 1.  | 1500 meter | 1.45,56 | 29 januari 2000 | Calgary |

## Resultaten
| Jaar | NK Afstanden | NK Sprint | Olympische Spelen | WK Afstanden       | WK Sprint | WK Junioren |
| ---- | ------------ | --------- | ----------------- | ------------------ | --------- | ----------- |
| 1992 |              |           |                   |                    |           | Brons       |
| 1993 |              |           |                   |                    |           |             |
| 1994 |              | Brons     |                   |                    |           |             |
| 1995 |              | Zilver    |                   |                    | 18e       |             |
| 1996 |              | Zilver    |                   | 19e 500m 18e 1000m | 20e       |             |
| 1997 | 500m         |           |                   | -                  | -         |             |
| 1998 | 500m         |           | 21e 500m 4e 1000m | 13e 500m 6e 1000m  | 7e        |             |
| 1999 | 500m · 1000m | Zilver    |                   | 500m · 1000m       | 4e        |             |
| 2000 | 1500m        | Zilver    |                   | 9e 1000m 6e 1500m  | 6e        |             |
| 2001 |              |           |                   |                    |           |             |
| 2002 | 1500m        |           |                   |                    |           |             |

- = geen deelname

### Medaillespiegel
| Kampioenschap     | Goud | Zilver | Brons |
| ----------------- | ---- | ------ | ----- |
| Olympische Spelen | 0    | 0      | 0     |
| WK Afstanden      | 0    | 0      | 2     |
| WK Sprint         | 0    | 0      | 0     |
| WK Junioren       | 0    | 0      | 1     |